# Zorkóczy Zenóbia
Zorkóczy Zenóbia (Székelyudvarhely, 1971. december 19. –) romániai magyar színésznő és előadóművész.
Jelenleg (2016) a Laborfalvi Róza Alapítvány vezetője, melynek székhelye Kovásznán található. Szakterülete a kultúra, a művelődés és a hagyományőrzés. A szervezet célja kulturális vidékfejlesztés, interkulturális tevékenység, valamint a kulturális esélyegyenlőség megteremtése.
Szabadúszó színésznő.
Gyerekkoromban nagyon szerettem bohóckodni. Az iskolában felálltam a pingpongasztalra, és olasz dalokat énekeltem. Aztán egyszer meghallottam, hogy hátam mögött a társaim kikacagtak, s ez annyira rosszul esett, hogy évekig viszolyogtam a nyilvános szerepléstől. Aztán felső tagozatos elemistaként találkoztam a színházzal, mint élménnyel; akkor beláttam, hogy a színpadon adott a lehetőség, sok mindent meg lehet mutatni anélkül, hogy kinevetnének. Az osztályfőnököm, Gazda József diákszínjátszó csoportot indított, oda iratkoztam be. Azok a szerepek, például Tamási Áron Énekesmadarában Magdó, még ma is elevenen élnek az emlékezetemben.

## Élete és pályafutása
1989 és 1999 között a Sepsiszentgyörgyi Állami Magyar Színháznál dolgozott. 1990-ben a gyergyószentmiklósi Figura Stúdió Színház tagja lett, ahol 1992-ig játszott. 1992 és 1994 között a budapesti HANGÁR hangszíni tanodánál folytatta tanulmányait. 1994–1995-ben a Temesvári Állami Magyar Színház tagja volt, majd miután elvégezte a Babeș–Bolyai Tudományegyetem Színház és Film Karán a színész szakot, ismét a Temesvári Állami Magyar Színháznál munkálkodott 2000-től 2001-ig.
1999-től kezdődően számos önálló műsorral és monodrámával lépett fel előadóként többek közt Erdélyben, Magyarországon, Ausztriában, Németországban, Svájcban, Franciaországban, Belgiumban, Hollandiában, valamint Kanadában is.
A romániai Kovászna megyében, Kovászna városában él.

## Előadásai
Főbb egyéni előadásai a következők:
- Jean Cocteau: Emberi hang – monodráma; bemutató: 1999. november 2., Temesvári Állami Magyar Színház
- Föltámadott a tenger... – Forradalmi líra zenében 1848-1849; bemutató: 2001. október 6., Millenáris kulturális központ, Budapest
- Sanzonok hangján – A magyar sanzon és a korabeli Budapest; bemutató: 2001. november 30., Müncheni Magyar Katolikus Misszió
- Heute ist Morgen – Ein Abend in Transilvanien mit Zenóbia Zorkóczy; bemutató: 2002. január 28., Heppel und Ettlich Theater, München
- Menjünk Betlehembe – Adventi műsor zene és irodalomkedvelőknek; bemutató: 2004. december 1., Hannover, Németország
- Kiálts Arad felé… – Ünnepi megemlékezés a vértanúk emlékére; bemutató: 2005. október 3., Magyar Nemzeti Múzeum, Budapest
- Dalol a honvágy – Wass Albert est; bemutató: 2006. augusztus 27., Kovásznai református templom
- Mosolyra biztató dal – gyerekműsor (3-7 éves gyerekeknek); bemutató: 2007. január 29., Vackor Óvoda, Kézdivásárhely
- A Székelyek irodalmi összeállítás a mindenkori székely emberről; bemutató: 2007. augusztus 18., Sepsiszentgyörgy, Háromszéki Magyarok Világtalálkozója
- Kit szeretnek a nők? – vidám zenés irodalmi est a szerelemről; bemutató: 2008. szeptember 20., Barót
- Szeretném, ha szeretnének... – Ady Endre emlékest; bemutató: 2009. január 31., Árkosi Művelődési Központ
- Túl az Óperencián – gyerekműsor; bemutató: 2009. június 1., Árkosi Művelődési Központ

## Kötetei
- Juhász Kristóf: Hanggal és jelenléttel. Beszélgetések Zorkóczy Zenóbiával; ARTprinter, Sepsiszentgyörgy, 2015
- Kaszáló színésznő, avagy Ufó a Székelyföldön; Művészeti és Irodalmi Jelen, Budapest, 2023 (Irodalmi jelen könyvek)